# Palotás József (vegyész)
Palotás József, Páskuj (Bánffyhunyad, 1902. december 22. – Budapest, Erzsébetváros, 1965. június 26.) magyar élelmiszervegyész, főiskolai docens.

## Életútja, munkássága
Páskuj Márton és Kolozsváry Erzsébet fiaként született. A budapesti József Műegyetem elvégzése után a debreceni tudományegyetemen vegyészdoktorátust szerzett. 1926-tól a Növénybiokémiai Intézetnél, 1932-től a Budapest vidéki Pénzügyigazgatóság malomosztályán, 1935-től a Gabona- és Lisztkísérleti Állomáson, majd a békéscsabai Mezőgazdasági Vegykísérleti Állomáson volt vegyész, később fővegyész. 1946-ban a budapesti Országos Kémiai Intézetbe, majd a Kísérletügyi Főosztályra került át. 1948-tól a Mezőgazdasági Rendszertani Alosztályon, illetve a Mezőgazdasági Kísérletügyi Központban dolgozott. 1953-ban az Országos Mezőgazdasági Minőségvizsgáló Intézetben kezdett dolgozni, amelynek 1955-től 1964-es nyugdíjazásáig igazgatóhelyettese volt. 1964-től a budapesti Felsőfokú Élelmiszeripari Technikum kémiai tanszékén volt docens. Halálát hűdéses bélelzáródás okozta.
Több törvény és rendelet létrehozásában részt vett. A Fűszerpaprika Jellegmegállapító Bizottság elnökeként kiemelkedő munkát végzett a magyar fűszerpaprika minősítése, szabványosítása és exportjának fejlesztése terén.
Több élelmiszeripari cikke jelent meg különböző folyóiratokban.
A magyar fűszerpaprika (Budapest, 1954) társszerzője.